# Matthew Brann
Matthew Brann (Greater Napanee, 14 novembre 1983) è un batterista canadese.
Matt ha imparato a suonare la chitarra a 13 anni.
Ha frequentato la scuola superiore Exeter High School ad Ajax assieme a Cone dei Sum 41 e grazie alla loro amicizia, il soprannome di Matt era Cone 2.
Ha fatto parte dei Second Opinion (insieme a Cone) e dei Norman.
Dal 2002 al 2007 ha suonato con Avril Lavigne. Sposato nell'estate 2015